# Crossbones
Crossbones ist eine US-amerikanische Abenteuerserie, die von Neil Cross, James V. Hart und Amanda Welles für den Fernsehsender NBC entwickelt wurde. Die Fernsehserie basiert auf dem Piraten Blackbeard und lose auf dem Roman The Republic of Pirates von Colin Woodard. Die Erstausstrahlung in den Vereinigten Staaten erfolgte am 30. Mai 2014 auf dem Sender NBC.

## Handlung
1726: Der hinterhältige und teuflische Edward Teach, eher bekannt als Blackbeard, beherrscht auf New Providence eine Gruppe von Dieben, Outlaws und schurkischen Matrosen. Der Attentäter Tom Lowe wird auf Blackbeard angesetzt, doch mit der Zeit beginnt er ihn zu respektieren. Er ist hin- und hergerissen zwischen seinem Auftrag und dem legendären Piraten. Und dann begegnet er auch noch der Gesetzlosen Kate, in die er sich verliebt.

## Produktion
Im Mai 2012 bestellte NBC die Piratenserie Crossbones ohne Erstellung eines Serienpiloten direct-to-series. Die Hauptrolle des Piraten Blackbeard ging im März 2013 an Hollywood-Star John Malkovich. Zuvor war Hugh Laurie für die Hauptrolle im Gespräch.
Ab Oktober 2013 entstanden in Puerto Rico neun Episoden. Ende Juli 2014 gab der Sender die Absetzung der Serie nach den neun Episoden bekannt.
Die Serie basiert auf der Figur Blackbeard und einigen historischen Gegebenheiten, aber ist insgesamt eher fiktiv.

## Besetzung und Synchronisation
Die deutsche Synchronisation entsteht nach einem Dialogbuch und unter der Dialogregie von Michael Erdmann durch die Synchronfirma Antares Film GmbH in Berlin.
| Rolle                               | Schauspieler     | Dt. Synchronsprecher |
| Hauptrollen                         | Hauptrollen      | Hauptrollen          |
| ----------------------------------- | ---------------- | -------------------- |
| Edward „Blackbeard“ Teach/Commodore | John Malkovich   | Joachim Tennstedt    |
| Tom Lowe                            | Richard Coyle    | Dieter Landuris      |
| Kate Balfour                        | Claire Foy       |                      |
| Selima El Sharad                    | Yasmine Al Masri |                      |
| Charles Rider                       | David Hoflin     |                      |
| Tim Fletch                          | Chris Perfetti   |                      |
| Nenna Ajanlekoko                    | Tracy Ifeachor   |                      |
| Nebenrollen                         |                  |                      |
| James Balfour                       | Peter Stebbings  | Peter Flechtner      |
| William Jagger                      | Julian Sands     | Stefan Gossler       |
| Oswald Eisengrim                    | Ezra Buzzington  |                      |
| Frederick Nightingale               | Henry Hereford   | Valentin Stilu       |
| Alain Mersault                      | Emilien De Falco |                      |
| John Finnegan                       | Kevin Ryan       |                      |
| Rose Dryden                         | Natalie Blair    | Anja Nestler         |

## Ausstrahlung
Vereinigte Staaten
Die Ausstrahlung in den USA begann am 30. Mai 2014 beim Fernsehsender NBC und erreichte dabei 4,91 Millionen Zuschauer. In den darauffolgenden Wochen verlor die Serie immer mehr an Zuspruch und man verschob die Serie auf den Samstagabend. Dort endete die Serie am 2. August 2014 mit einer Doppelfolge, die von nur noch 1,54 bzw. 1,57 Millionen Zuschauer verfolgt wurden.
Deutschsprachiger Raum
Die Ausstrahlungsrechte in Deutschland besitzt die Tele München Gruppe. Am 24. Juli 2014 wurde bekannt, dass die Tele München Gruppe die Fernsehserie an Amazon Instant Video verkauft hat.
In Deutschland wurde die Serie ab dem 1. Januar 2015 wöchentlich in Einzelfolgen vom Pay-TV-Sender RTL Crime gezeigt.
Die Ausstrahlung im Free-TV erfolgte am 24. und 25. Mai 2015 bei Super RTL.

## Episodenliste
| Nr. | Deutscher Titel                 | Originaltitel                 | Erstausstrahlung USA | Deutschsprachige Erstausstrahlung (D) | Regie           | Drehbuch                                   |
| --- | ------------------------------- | ----------------------------- | -------------------- | ------------------------------------- | --------------- | ------------------------------------------ |
| 1   | Im Reich des Teufels            | The Devil’s Dominion          | 30. Mai 2014         | 1. Jan. 2015                          | David Slade     | Neil Cross & James V. Hart & Amanda Welles |
| 2   | Der Verrat                      | The Covenant                  | 6. Juni 2014         | 8. Jan. 2015                          | Ciaran Donnelly | Blake Masters                              |
| 3   | Der Mann, der Blackbeard tötete | The Man Who Killed Blackbeard | 20. Juni 2014        | 15. Jan. 2015                         | Stephen Shill   | Neil Cross                                 |
| 4   | Antoinette                      | Antoinette                    | 27. Juni 2014        | 22. Jan. 2015                         | Dan Attias      | Elizabeth Sarnoff & Michael Oates Palmer   |
| 5   | Rückkehr nach Jamaica           | The Return                    | 11. Juli 2014        | 29. Jan. 2015                         | Terry McDonough | Michael Oates Palmer                       |
| 6   | Kampf der Dämonen               | A Hole in the Head            | 18. Juli 2014        | 5. Feb. 2015                          | Deran Sarafian  | Josh Friedman                              |
| 7   | Der Sündenbock                  | Beggarman                     | 25. Juli 2014        | 12. Feb. 2015                         | Dan Attias      | Neil Cross                                 |
| 8   | Ein riskantes Experiment        | Crossbones                    | 2. Aug. 2014         | 19. Feb. 2015                         | Deran Sarafian  | Neil Cross                                 |
| 9   | Blackbeard                      | Blackbeard                    | 2. Aug. 2014         | 26. Feb. 2015                         | Ciaran Donnelly | Neil Cross                                 |

## Rezeption
Die Kritik fiel insgesamt gemischt aus. Häufig wurden Vergleiche zu der Kabelserie Black Sails von Starz gemacht.
Loryn Pörschke von Serienjunkies.de schreibt in einer Kritik zur Pilotfolge, dass „die Pilotepisode der Serie Crossbones (...) die zwei zentralen Charaktere in die richtige Konstellation“ bringe und führt weiter aus, dass die Story „streckenweise hinter den Ansprüchen zurückbleibe“. Aber sie stellt „das Weiterschauen zur Option“, da die Schauspieler „immerhin  so viel Leben in die Figuren“ bringen.

## DVD-Veröffentlichung
Vereinigte Staaten
- Staffel 1 erschien am 2. September 2014.

Deutschland
- Staffel 1 erschien am 15. Januar 2015.